# Семиозерний
Семиозе́рний (рос. Семиозёрный) — селище у складі Могочинського району Забайкальського краю, Росія. Адміністративний центр Семиозернинського сільського поселення.

## Населення
Населення — 1010 осіб (2010; 969 у 2002).
Національний склад (станом на 2002 рік):
- росіяни — 99 %